# 兹德涅克·赫鲁什卡
兹德涅克·赫鲁什卡（捷克語：Zdeněk Hruška，1954年7月25日—），捷克男子足球运动员，司职守门员。他曾代表捷克斯洛伐克国家队参加1982年国际足联世界杯，结果队伍止步小组赛阶段。